# Béla Fleck and the Flecktones
Béla Fleck and the Flecktones – amerykańska grupa muzyczna powstała w 1988 roku. Kwartet wykonuje muzykę z pogranicza jazzu, bluegrass i jazz fusion.

## Dyskografia
- Béla Fleck and the Flecktones (1990)
- Flight of the Cosmic Hippo (1991)
- UFO Tofu (1992)
- Three Flew Over the Cuckoo’s Nest (1993)
- Live Art (1996)
- Left of Cool (1998)
- Greatest Hits of the 20th Century (1999)
- Outbound (2000)
- Live at the Quick (2002)
- Little Worlds (2003)
- The Hidden Land (2006)
- Jingle All the Way (2008)

### Strony muzyków
- Béla Fleck
- Victor Wooten
- Future Man
- Howard Levy
- Jeff Coffin